# Алма (Тексас)
Алма (енгл. Alma) град је у америчкој савезној држави Тексас. По попису становништва из 2010. у њему је живело 331 становника.

## Демографија
Према попису становништва из 2010. у граду је живело 331 становника, што је 29 (9,6%) становника више него 2000. године.
| Група             | 2000.       | 2010.       |
| Белци             | 273 (90,4%) | 252 (76,1%) |
| Афроамериканци    | 11 (3,6%)   | 0 (0,0%)    |
| Азијати           | 0 (0,0%)    | 0 (0,0%)    |
| Хиспаноамериканци | 18 (6,0%)   | 75 (22,7%)  |
| Укупно            | 302         | 331         |